# سیارک ۸۳۷۵
سیارک ۸۳۷۵ (به انگلیسی: 8375 Kenzokohno، نامگذاری:1992AP1) هشت هزار و سیصد و هفتاد و پنجمین سیارک کشف شده‌است که در ۱۲ ژانویه ۱۹۹۲ کشف شد.
قدر مطلق سیارک برابر ۱۲٫۲۰ است.